# Куприненко, Павел Андреевич
Павел Андреевич Куприненко (1903 — 1967) — гвардии подполковник, участник Великой Отечественной войны. Является одним из трижды награждённых орденом Александра Невского.

## Биография
Из украинской крестьянской семьи. С малых лет работал в сельском хозяйстве. С 1925 на службе в рядах Красной армии, курсант, закончил командирские курсы пехотной полковой школы. Член ВКП(б) с 1927.
К началу Великой Отечественной войны находился в составе стрелковой части в Западном военном округе. В 1941 был начальником штаба стрелкового батальона, участвовал в приграничных сражениях. В течение лета дважды был в окружении, в августе 1941 возглавил группу из красноармейцев и тыловиков, оказавшихся во вражеском кольце. Внимательно изучив карту местности и разослав разведчиков местонахождение возможных пулемётных засад и постов врага, организовал внезапный удар и с боем прорвался за пределы вражеского кольца. Сменив направление и сбив преследование вражеских мотоциклистов и автоматчиков на бронетранспортёрах, ему удалось вывести сводную группу солдат и командиров из окружения. При этом они сохранили боеспособность и оружие; кроме того, ими были спасены врачи, медсёстры и персонал эвакогоспиталя, а также многие раненые бойцы и командиры, которых уставшие и голодные солдаты выносили на руках на самодельных носилках и телегах, запряженных лошадьми.
После написания объяснительных в особом отделе НКВД, в течение трёх военных лет находился на передовой в действующей армии. Являлся командиром стрелковой роты и стрелкового батальона на Калининском, Юго-Западном, Воронежском, Степном, Украинском и Белорусском фронтах. В сентябре 1943 был легко ранен и получил сильную контузию в боях на Степном фронте. Потом становится заместителем командира, затем командиром 146-го гвардейского стрелкового полка 48-й гвардейской стрелковой дивизии 20-го стрелкового корпуса. 
После войны с 1946 по 1954 работал Пинским военным комиссаром. После упразднения Пинской области перешёл на работу в городской комитет ДОСААФ. Избирался депутатом Пинского городского Совета и в состав Пинского городского комитета коммунистической партии БССР. Похоронен на городском кладбище Пинска на улице Спокойной.

## Звания
- капитан;
- майор;
- подполковник.

## Награды
- Всеми тремя орденами Александра Невского награждён в течение трёх недель (27 марта, 3 и 19 апреля 1944). Также является кавалером двух орденов Красного Знамени (сентябрь 1944, 1949), ордена Отечественной войны II степени (март 1945), ордена Красной Звезды (1944) и медалей.